# (8804) Eliason
(8804) Eliason (1981 JB2) – planetoida z grupy pasa głównego asteroid okrążająca Słońce w ciągu 5 lat i 227 dni w średniej odległości 3,16 au. Została odkryta 5 maja 1981 roku.